# 南京事件

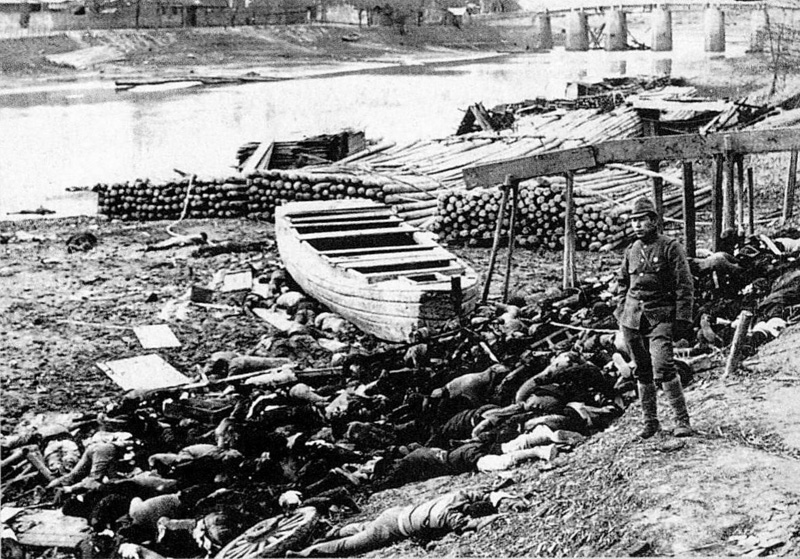
秦淮河のほとりで死体とともに写真に撮られた日本兵。村瀬守保撮影

南京事件（ナンキンじけん）は、日中戦争の最中である1937年12月に日本軍が南京戦において中華民国の首都である南京市を攻略した後（もしくはその前後）に、数か月間にわたって多数の一般市民、捕虜、敗残兵を虐殺した事件である。南京虐殺事件や南京大虐殺、中国では南京大屠殺という呼び名も使われている。
本稿での記述内容は、日本での日中戦争に係る代表的な研究者（秦郁彦・笠原十九司）の著作、日本陸軍の親睦団体であった偕行社が戦後にまとめた「南京戦史資料集」、事件当時のニューヨーク・タイムズ、シカゴ・デイリー・ニューズ等の海外の新聞、現地在住の欧米人の記録（ジョン・ラーベやミニー・ヴォートリンの日記やルイス・S・C・スマイスのスマイス調査など）、戦後明らかになった日本陸軍軍人や従軍関係者の発言や記録などをもとに一次資料やそれらを研究した内容を主にまとめたものであり、中立に記述するためにいわゆる否定派といわれる意見、否定派を巡る様々な日本側の研究者の意見、また中国側の意見や発信（プロパガンダ説）などについても記述する。

## 概要
日中戦争中の1937年12月上旬、日本軍は中華民国の首都南京市を攻略した。この南京攻略戦の前後に行われた日本軍による一連の虐殺、略奪、暴行、強姦、放火等の不法行為を総称して「南京事件」と呼ばれている。犠牲者の数は正確には不明であるが、日本の研究者の多くは一定規模の虐殺があったと考え、数万人から20万人の犠牲者があったと推定している。中国政府の見解では30万人とされるが、日本の研究者はこの数字を過大と見ている。
事件の名称については「南京事件」の他、「南京虐殺事件」「南京大虐殺」とも呼ばれ、適切な呼称を巡っては様々に議論がある。研究者によって、「南京事件」という用語は「南京大虐殺事件」の略称であるとも、不法な殺害の他に略奪や強姦なども含めた不祥事全体を意味しているとも説明される。中国では「南京大屠殺」という呼称が使われ、日本などにも「南京大虐殺」という形で普及している。
この事件は、事件直後に日本陸軍も日本政府も把握していたが、戦後の日本社会において、極東国際軍事裁判等によって初めて広く知られることとなった。田中正明が南京大虐殺の虚構説を発表して以降、一部の政治家や歴史学者は、一般中国人への被害は少数でむしろ中国軍の殺害・強姦等が少なくなく、日本軍の中国兵殺害は戦時国際法上では合法もしくは一般戦闘での止む無い殺害である等、否定論を支持している。一方で、ほとんどの研究者は、一定規模の犠牲者があったのは史実であると同意し、反論している。
事件の経緯を時系列で見る。昭和6年の満洲事変・翌年の満洲国建国以降、日本と中国は、それぞれの権益をめぐって対立する中、中国への侵略を進め（華北分離工作）、1937年7月に日中戦争が始まった。その後、戦線は、当初の中国北部のみならず上海付近にまで広がった。11月には、上海に派遣された日本軍（中支那方面軍麾下の上海派遣軍および第10軍）は、中国軍を駆逐して上海を占領したが、その後、首都南京へ進撃・占領することとなる。日本の陸軍中央は当初、南京への進撃に反対したものの、現地での命令を無視した南京へ向けた出撃などの行動を追認する形で、中支那方面軍の南京進撃は正式な命令となった。
さて、中支那方面軍は、いくつかの問題を持っていた。上海派遣軍の頃から、士気低下・軍紀廃頽は問題化しており、そのうえ、軍に対する軍紀・風紀の取り締まりを行う憲兵の数もわずかであったため、軍記への取り締まりの実行能力を持たなかった。また、捕虜をむやみに殺さないで人道的に取り扱うための戦時国際法であるハーグ陸戦条約（1907年改定後）を、遵守・履行しなくても良いと解釈できる命令を当時の軍部が出していたうえ、作戦行動に必要な物資の補給・兵站の確保が行われず、必要な物資の大半を現地調達（徴発・略奪）に依存することになっており、また上海戦において、日本軍人が戦友の多くを失い、中国側への復讐感情を芽生えさせていた。この様な状況が、日本軍が軍紀・風紀を守らないで中国国内で略奪や違法虐殺を行うという事態を生むこととなる。
日本軍は、南京へ向かう進撃中の行程（南京周辺農村部）において、現地家屋の破壊・放火、一般市民・捕虜・敗残兵に対する虐殺・強姦などを行っており、その後、南京攻略後の12月13日から12月16日頃まで、南京城内外において、多くの住民に対する殺害事案、それより多くの中国軍兵士（捕虜・敗残兵）への戦時国際法上違法な虐殺、また城内での略奪・放火を行った。日本軍が押し寄せたとき、南京の多くの住民（全員ではない）が、南京市内の欧米人が人道的活動として設置した南京安全区（別称：南京難民区。南京城内の約8分の1の面積に相当する範囲）に逃げ込んで（約20万人後に25万人（いずれの数字も推測値））、命を長らえたが、その外側にて住民・兵士を、戦時国際法に違反する形で殺害する（数は諸説あるが）事案が発生していた。12月17日以降は1月5日まで続いた敗残兵狩り(安全区内も含む）を除き、日本兵による組織的虐殺は一応終了するが、一部の殺人や強姦・放火の発生は継続し、完全に終息するのは4か月後の1938年3月頃であった。南京攻略戦の前に、中支那方面軍司令官松井石根は、南京城攻略要領を示達し、前線部隊に統制の強化と綱紀粛正を命じていたが、前線部隊の司令部は通達を守らず、不法行為・殺戮に歯止めがかからなかった。
日本政府（外務省）も東京の陸軍中央も、発生直後から南京事件に気付くこととなる。現地の日本軍の殺害・不法行為について、南京の日本総領事館が東京の外務本省に報告したため、外務大臣広田弘毅から石射東亜局長を通して陸軍省軍務局に厳重注意の申し入れがあり、杉山元陸軍大臣にも軍紀粛正を要望した。東京の陸軍も、南京での日本軍の虐殺・不法行為の問題を知っていたことが、当時の高級軍人の記録・証言で明らかになっており、後に陸軍大臣となる阿南惟幾は、南京事件直後に現地を視察した結果、「言語に絶するものあり」と述べている。陸軍中央は、南京での現況調査の結果を踏まえ、松井石根中支那方面軍司令官を2月に日本に召還し（第10軍・上海派遣軍の司令官も解任）、中支那方面軍も新たに中支那派遣軍に再編制されて廃止される。
なお、日本軍は、それ以前の日露戦争のときは戦時国際法を忠実に守り外国人捕虜への人道的配慮を行ったことが国際的に知られており、続く第一次大戦のときもドイツ人捕虜への配慮や捕虜収容所での人道的扱いが内外に広く知られていたが、日中戦争では、この様な恥ずかしい事態となった。陸軍の武藤章（南京にも参謀として従軍）は、シベリア出兵以降から、日本軍の軍規律に問題が起こり始めたと、戦後になって指摘している。
当時南京在住であったニューヨーク・タイムズのティルマン・ダーディン特派員は、他の記者の記事とともに世界にこの事実を発信した。直後の欧米各国の反応は限られたものであった一方、その後、南京事件に代表される日本軍による中国人への非人道的な行為についての報道が、アメリカにおける対日感情を悪化させ、非人道的野蛮行為を行う日本兵というイメージを国民の間に醸成させる側面があった。
さて、戦争のその後であるが、首都である南京を占領する、という華々しい軍事的成果が、日本政府を強気にさせ、中国との和平交渉の条件を引き上げたため、1938年1月に和平交渉は決裂した。近衛内閣は中国の政府を相手にせずとの声明（第一次近衛声明）を発し、その後、3月に南京において日本の傀儡政権（中華民国維新政府）が創設され、以後、日中戦争は解決の道が探れない状況のまま、終わることなく継続することとなる。
そして、終戦後に開かれた極東国際軍事裁判（東京裁判）において、この事件は日本に広く知られることとなり（ただ被害の誇張という問題はあったし、戦勝国のプロパガンダという面もあったが）、中支那方面軍司令官であった松井石根大将が、南京とその周辺における一般市民と捕虜の殺害について犯罪的責任があるとして絞首刑が宣告された。A級戦犯（平和に対する罪）を裁いた東京裁判とは別に、BC級戦犯（交戦法規違反）とされた被告が連合国各国の軍事法廷で裁かれ、南京事件に関わるものは南京軍事法廷で審理された。この法廷で南京戦に参加した日本軍部隊の関係者4名（谷寿夫中将等）に死刑判決が下され処刑された。

## 前史

### 上海占領と南京空爆、南京への進撃
日本と中華民国は1937年7月7日の北京郊外の盧溝橋事件以降、日中戦争に突入した。8月には、戦争の中心は、中国北部から、中国の中部にある上海に移り（第二次上海事変）、激しい戦闘がおきる。9月には、日本軍は、上海に軍隊を増派したが、中国軍の激しい抵抗もあって、11月まで上海戦線の膠着状態が続く。しかし、11月半ばには、日本軍は、上海全域を占領することに成功した。
さて、日本軍は、8月15日には日本海軍機によって、南京の飛行場などの軍事施設と周辺の人口密集地帯に対して爆撃が行われた。以降、南京市には繰り返し爆撃が行われ、8月29日は南京駐在のアメリカ・イギリス・ドイツ・フランス・イタリアの外交代表が日本に抗議書を出した。しかし、日本軍の空襲は継続し、9月には上海の飛行場からより更に本格的な攻撃が可能となる。日本軍は早期に南京周辺の制空権を確保し、また「爆撃はかならずしも目標に直撃するを要せず、敵の人心に恐慌を惹起せしむるを主眼とするをもって...」という通達が出され、民間人への被害を考慮せず、爆撃犠牲者は増大した。日本の南京への空爆は、8月から65回程行われて、南京市民392名が亡くなった。
上海の占領後、11月後半に日本軍の一部は、現地軍（第10軍）は南京へ向けて独断専行で南京進軍を開始した（ただし、陸軍中央は南京進軍に反対していた。）。　その頃、日本の上海派遣軍は上海占領時点で軍紀弛緩が深刻で、士気低下や食糧不足によって現地からの徴発（実質的な略奪）や暴行が増大したこともあり、参謀本部は南京進軍に反対していた。そして、次章で後述する様に、南京への進軍では日本軍は兵站の大半を現地徴発に依存し、軍紀の紊乱と相まって進撃路上の町や村では略奪と暴行が繰り返された。南京への進軍途上で発生した一連の略奪・暴行は、「南京に向かう追撃戦の全過程は、すでに上海戦の段階で顕著になっていたさまざまな不法行為、残虐行為がより大規模な形で拡大される過程であり、南京事件の直接の前史をなす道程であった」と評される。

### 南京市に進軍する途上での不法行為（殺害・略奪・放火・強姦）
南京占領に向かう途中の農村地帯において、日本軍が進撃中に日本軍が起こした村落での略奪は、兵站上の問題を解決するためとして、組織的に行われた。日本軍が必要とする物資の大部分が現地調達によって賄われた事は『陸支密大日記』において「丁集団（第十〇軍）作戦地域は地方物資特に※、野菜、肉類は全く糧は敵に依るを得たり」と記録され、第9師団参謀部は「軍補給点の推進は師団の追撃前進に追随するを得ずして上海付近より南京に至る約百里の間殆ど糧秣の補給を受くることなくほとんど現地物資のみに依り追撃を敢行」したとすることなどからわかる。
こうした物資の強奪は「徴発」という体裁をとり、徴発証券が発行されることになっていたが、その実態は略奪であった。東京裁判において上海派遣軍参謀榊原主計は占領地に行政上の責任者も一般住民も残留していない場合、軍事上の必要性から徴発が必要であった場合には、徴発した物資を明記し、所有者判明の場合は代金を受領しに出頭するよう張り紙をしていたことを証言している。しかしこの徴発証券の運用は極めて杜撰であり、実際には発行されなかった場合が多く、発行されたものも内容の正確性について注意が払われなかった。第9師団経理部付の将校であった渡辺卯吉は日本軍が発行した徴発証券について次のように回想している。
然るに後日（中国人の）所有者が代金の請求に持参したものを見れば其記入が甚だ出鱈目である。例えば〇〇部隊先鋒隊長加藤清正とか退却部隊長蒋介石と書いて其品種数量も箱入丸斥とか樽詰少量と云うものや全く何も記入していないもの、甚だしいものは単に馬鹿野郎と書いたものもある。全く熱意も誠意もない。...徴発したものの話では乃公（自分のこと）は石川五右衛門と書いて風呂釜大一個と書いて置いたが経理部の奴はどうした事だろうかと面白半分の自慢話をして居る有様である。—渡辺卯吉
略奪には住民の殺害が伴い、戦闘行為の巻き添えも含め、住民の虐殺が横行し多くの犠牲者が出た。同県の本湖村でも村民40名余りが殺害された。また、掃討の延長として敗残兵や捕虜の殺害も頻繁に行われた"。この捕虜の虐殺は、当時複数の日本軍部隊が功名心に駆られ「南京一番乗り」を目指して急進撃を行っていたため、捕虜を足手まといと見たことによってより激しい形で行われた。
以上の様に、日本軍は、南京周辺の農村部（南京市の行政区にも含まれる）で、組織的でときに村単位の住民虐殺を行った。農村での虐殺は日中共同研究においても中国側が具体的に指摘しており、スマイス調査でも農村地域の一般住民の犠牲者は2万6千人以上と記録している。
進撃中の不法行為としては日本兵による放火や強姦も深刻な問題となった。兵站が脆弱な日本兵にとって、食糧と並んで現地調達が必要な物資の一つとして防寒用の薪があった。これを現地調達する手段として、タンスなどの家財道具が略奪された他、家そのものを破壊して薪とすることが行われた。また単なる気晴らしや余興として軍事上の必要性が全くない家屋への放火も頻発した。中国人女性に対する強姦事件も頻発した。

## 南京市内へ日本軍突入と南京市陥落後

### 日本軍突入直前の事情（松井司令官の南京城攻略要領と中国の焦土作戦）
12月1日、現地日本軍に対して（そもそも追認であるが）陸軍本部から、正式な南京攻略の命令が出された。当時南京は中華民国の首都であったが、蒋介石等の主だった政府首脳部や各国の外交使節は日本軍の進撃を前に脱出し、重慶や漢口に拠点を移した。12月9日に日本軍による開城勧告が航空機により城内に投下されたが応答はなく、翌日に総攻撃が命じられた。中国軍の南京防衛準備は遅滞しており、三方から包囲する日本軍に対して長江（揚子江）を背に背水の陣の形をとり、各部隊に死守命令を出すと共に船舶の管理を厳格化することで兵士たちの退路を塞ぎ、南京を死守することを企図した。
中国軍は日本軍の南京攻略に先立ち、12月7日にすでに、南京周辺地域における焦土作戦を開始し（「清野作戦」）、南京周囲の居住地、道路沿いの村落が焼き払われた。日本軍の司令部は現地部隊に南京城内への駐屯を禁止していたが、攻撃の余勢を駆った日本軍部隊は司令部の統制外で城内に入場するものが相次ぎ、また焦土作戦の結果場外区域に駐屯することが困難になった上、飲料水も不足していたことから、7万人の大軍が南京城内に駐屯することになり、食糧の略奪が城内で行われることになった。
南京陥落直前の12月12日午後には、中国軍は、南京を放棄して退却することとなり、（日本軍による利用を阻止するため）重要建造物の放火破壊を開始し、市内の主要な建造物が破却された。13日朝には中国軍の組織的抵抗は終了した。中国軍の司令官は、部下・一般市民を無対策のまま置き去りにして逃亡し、さらに長江を渡ろうとする中国軍部隊では船の奪い合いが発生し、また渡江を阻止しようとする部隊の間での同士討ちも発生した。
さて、いよいよ南京占領が目前となったが、日本軍にとって、外国の首都占領は、長く歴史に残り、諸外国の注目を集める出来事になるため、12月7日に中支那方面軍司令官松井石根は、南京城攻略要領を示達し、前線部隊に統制の強化と綱紀粛正を命じていた。
しかし、日本軍の前線部隊の司令部は、松井司令官の命令を守らず、不法行為・殺戮に歯止めがかからなかった（なお、松井司令官は、病気のために南京戦の前後の12月5日‐15日の間は通達等以外の直接の現場部隊への指導・指揮はおこなえず）、また南京への進軍自体が準備不足で行われた中で現実的に統制に十分な憲兵を備えておらず、12月17日時点において7万人の日本兵に対し憲兵は17人しか存在しなかった。このため日本軍は兵員による不法行為を統制する手段を欠いており、更に南京制圧直前に中国軍が実施した焦土戦術によって周辺地域で物資の調達ができていなかったことが日本軍の略奪に拍車をかけることになった。

### (詳説）南京市の人口と南京安全区(難民区）
南京の人口は、日中戦争以前、つまり、その年の7月には100万人以上であった。しかし、南京が日本軍の空爆の被害を受け、日本陸軍の南京進撃が近づく中、首都機能が南京から漢口へ移転して中国政府首脳・官僚らも移転し、一般住民も多くの人々が避難した。その結果、人口は時間を追って非常に減少し（南京戦の20日前の11月23日に南京市人口は約50万人に減っていると、市当局は報告。ただし、11月28日時点で約20万人説もある）、最終的に、南京戦当時の人口は非常に減少していたが、その当時の正確な人口は不詳である。後述する様に、日本軍が押し寄せたとき、南京で戦災に巻き込まれた多くの住民（全員ではない）は、南京市内の欧米人が人道的活動として設置した南京安全区（別称：南京難民区。南京城内の約8分の1の面積に相当する範囲）(この南京安全区は後述詳細）に逃げ込んだ。南京陥落直後の安全区内は、約20万人、安全区外からその後も流れ込み後に25万人（いずれの数字も推測値）の人口に膨れ上がり、南京城市内の南京安全区の外には住民が少ない状況となる。南京安全区に対しては、日本軍は砲撃を仕掛けなかった（いわゆる「ラーベ感謝状」）とされ、占領後も日本軍は立ち入りは制限された（日本軍と住民の仲良い交流写真が撮られたのは安全区あたり。一方で、安全区内での日本兵の強姦事案等が頻発する）。
しかし、後述するように、日本軍は、安全区の外側、南京市内や南京城の外の長江周辺等で、避難中や避難前の等の民間人（や捕虜となった兵士等）を違法殺傷・虐殺しており、「残敵掃討」（敗残兵狩り）として安全区内でも民間人の誤認殺害等の問題ある行為を行った。

### 日本軍の南京市地域での民間人の殺傷
日本軍が、南京市内に突入したあとの市民への主な殺害行為は以下のとおりである。
日本軍は、南京市内の警察官や消防夫を殺害、中国側の発電所技術者も政府企業に勤めていたというだけの理由で殺害した。また、12月13日の南京城市陥落以降、住民の多くが前述の安全区に避難したものの（避難民は20万以上で、最終的に安全区外から安全区へ逃げてきて25万ぐらいまでに膨れ上がるとされるが、いずれも推測値で正確ではない）、安全区に逃げる前や逃げられなった住民が日本軍の攻撃や掃討や暴力行為に巻き込まれて城内で殺害された証言（日本兵に一家が、強姦殺人・幼児殺害も含め惨殺された新路口事件など）や、その他多数の市民が南京城外の長江沿いに避難していて兵卒とともに巻き込まれて日本軍に殺害された記録、長江渡河を試みようとして攻撃を受けて亡くなった老若男女の民間人と見られる無数の遺体が長江の中で浮いて流れていたという証言が、日本側も含めて存在する。その他は、以下の「残敵掃討」の際に脱走兵・便衣兵と見なされて殺害された民間人が相当数含まれる。一般住民の犠牲者数は、笠原十九司の説では、南京城内1万2千人、農村部2万7千人で、 秦郁彦は、1万人（南京城市のみ）と述べる。
民間人の殺傷のうち、南京市と市の城壁周辺で行われたのは、12月13日から16日が大半であり、その後も、敗残兵に間違えられた成人男子民間人の虐殺が1月5日まで起きており、その他の一部の殺人もあり、完全に終息するのは3月に南京に傀儡政権ができたときである。
また、日本軍は「残敵掃討」を南京を陥落させた翌日から（安全区も含めて）開始したとき、「あらゆる手段を尽くして敵を殲滅」することを要求し、中国軍残兵が「便衣に化せると判断」し「青壮年は全て敗残兵または便衣兵と見なし」て逮捕監禁すべしとされ、しかも捕虜を取らない方針で行動していたので、誤認による民間人殺傷も行った。これらの「残敵掃討」は、以下の「捕虜の「解決」と民間人の殺傷」に詳細が記されている。

### 捕虜と民間人の殺傷 / 便衣兵としての敗残兵虐殺
ハーグ陸戦条約の規定では戦意を喪失し組織的な行動能力を失った敗残兵に対しては降伏を勧告し捕虜として待遇する必要があった。戦時国際法であるハーグ陸戦条約（1907年改定後）を、日本は1911年12月13日、中華民国は1917年5月10日に批准していた。しかし、日中戦争時に、日本の軍部が戦時国際法（ハーグ陸戦条約）を遵守・履行しなくても良いと解釈できる命令を出した記録が残っている。
また、自軍の補給にも窮していた日本軍は制圧当初から全体として捕虜を殺害する方針で臨んでいた。南京攻略戦に参加した第16師団の旅団長佐々木到一は当時の状況について次のような回想を残している。
この日、我が支隊の作戦地域内に遺棄された敵屍は一万数千に上りその外、装甲車が江上に撃滅したものならびに各部隊の俘虜を合算すれば、我が支隊のみにて二万以上の敵は解決されている筈である。（中略）午後二時ごろ、掃蕩を終わって背後を安全にし、部隊を纏めつつ前進、和平門にいたる。その後、俘虜続々投稿し来たり数千に達す、激昂せる兵は上官の制止を肯かばこそ、片はしより殺戮する。多数戦友の流血と十日間の辛惨を顧みれば、兵隊ならずとて「皆やってしまえ」と言いたくなる。白米はもはや一粒もなし、城内には有るだろうが、俘虜に食わせるものの持ち合わせなんか我が軍には無い筈だった。—佐々木到一
この証言のような状況は他の部隊でも同様に発生していたと見られる。捕虜を取らないとするのは第16師団の方針であり、12月13日に処理（殺害）された投降兵・敗残兵は第16師団のみで23,000人を超えた。
12月14日、南京陥落を喜ぶ日本国内の世論の熱狂や昭和天皇による祝賀の「御言葉」の下賜があり、松井石根司令官が、12月17日に中支那方面軍の南京入城式を挙行する旨を、現地軍に通達した。現地部隊は敗残兵の掃討まで時間が足りないことを主張したが、12月17日の入城式の挙行は強行されることとなった。この結果、入城式の日程に合わせて12月14日から17日にかけて残敵の掃討が徹底的に行われることになった。
第16師団以外のもの含め、日本軍各部隊が行った敗残兵・便衣兵の「掃討」では時期や部隊によって温度差があり、「良民」と「便衣兵」の選別が多少行われていた場合もあった。しかし、十分な調査を行うような人員が存在しなかったためその選別は非常に荒っぽいものとなった。秦郁彦はこの「良民」と「便衣兵」の選別について「選り分けるといっても、軍帽による日焼けの線（面ずれ）や目付で識別し、家族らしいものに泣きつかれると放してやる式のおよそ非科学的なやり方だったから、末端兵士の気分しだいで連行はふえも減りもしたようだ。こうした気まぐれな選別が、安全区の住民に与えた衝撃と恐怖感は想像に余りある」と述べている。
南満州鉄道株式会社に務めていた小川愛次郎は南京における日本軍の軍紀退廃・虐殺について1938年7月27日、日本の外務大臣宇垣一成に宛てた「時局の動向と収拾策（講和大綱）」と題する意見書の中で次のように述べている。
虐殺放火が盛に行われた。南京陥落直後丈でも市民中の男子の狩り出されて機関銃の掃射を蒙ったもの万を以て数うべく、市街火災の多くは占領後日本兵の放火である。之等は、日清役（日清戦争）当時は捕虜を所謂「可然（しかるべく）処分」したり、又旅順大虐殺事件の如き、又満州事変後の匪賊討伐で賊の逃込んだ部落を焼払うと謂うが如き、実情不得已して採りたる処置とか又は敵愾心の発露とは全然其の精神を異にし、殆ど悪戯的に行われて居る、全く軍規の廃頽から来て居る。—小川愛次郎
南京攻略戦とその後の占領に携わった日本の現地軍は上海派遣軍と第10軍であったが、上海派遣軍の第16師団、第9師団、第13師団山田支隊、第10軍の第6師団、第114師団について、それぞれの指揮下の部隊がどのように敗残兵・市民の殺害を行ったかについては、秦郁彦が整理している。
| 部隊                         | 総数                                                                  | 対応                                          | 出典                                 | 適用                 |
| ---------------------------- | --------------------------------------------------------------------- | --------------------------------------------- | ------------------------------------ | -------------------- |
| 第114師団歩兵第66連隊第1大隊 | 1,657 12、13日に雨花門外で収容                                        | 処断 1,657 13日午後                           | 第114師団歩兵第66連隊第1大隊戦闘詳報 | 雨花台事件           |
| 第6師団歩兵第45連隊第2大隊   | 約5,500 14日午前、下関で収容                                          | 釈放 14日午後                                 | 第6師団戦時旬報                      |                      |
| 第16師団歩兵第33連隊         | 3,096 10日 - 14日、紫金山北方から下関附近、太平山、獅子山附近の戦闘間 | 処断 3,096                                    | 歩兵第33聯隊戦闘詳報                 |                      |
| 第16師団歩兵第38連隊第10中隊 | 7,200 14日、堯化門附近                                                | 収容 7,200 17日、18日頃、南京へ護送           | 歩兵第38聯隊戦闘詳報                 |                      |
| 国崎支隊（歩兵第41連隊基幹） | 120 3日 - 15日                                                        | 不明 120                                      | 第9旅団戦闘詳報                      |                      |
| 歩兵第41連隊第12中隊         | 2,350 14日夕、江興洲                                                  | 釈放 2,350                                    | 第12中隊戦闘詳報                     |                      |
| 第16師団歩兵第20連隊第4中隊  | 328 14日、安全区東方                                                  | 処断 328                                      | 第4中隊陣中日誌                      | 「銃殺ニシテ埋葬ス」 |
| 第9師団                      | 約7,000 13日 - 14日                                                   | 処断 約7,000                                  | 第9師団作戦記録概要                  |                      |
| 第9師団歩兵第7連隊           | (6,670) 安全区掃蕩間                                                  | 処断 (6,670)                                  | 歩兵第7聯隊戦闘詳報                  |                      |
| 戦車第1大隊第1中隊           | (320) 14日、掃蕩間                                                    | 処断 (70)                                     | 第1中隊戦闘詳報                      | 戦争処置             |
| 第3師団歩兵第68連隊第1大隊   | 8                                                                     | 不明 8                                        | 第1大隊戦闘詳報                      |                      |
| 第3師団歩兵第68連隊第3大隊   | 25                                                                    | 不明 25                                       | 第3大隊戦闘詳報                      |                      |
| 第16師団歩兵第9連隊第2大隊   | 19                                                                    | 不明 19                                       | 第2大隊戦闘詳報                      |                      |
| 集計（公式文書）             | 約27,000                                                              | 収容 7450、釈放 7850、不明 172、処断 約12,000 |                                      |                      |

| 部隊                                                | 総数                                                             | 対応                                                          | 出典                       | 適用                    |
| --------------------------------------------------- | ---------------------------------------------------------------- | ------------------------------------------------------------- | -------------------------- | ----------------------- |
| 山田支隊（歩兵第65連隊基幹）                        | 8,000 14日 幕府山附近で収容された14,000のうち非戦闘員6,000は釈放 | 逃亡 7,000、処断1,000 14日夜、4,000が逃亡、残余は観音門へ連行 | 『戦史叢書』               | 幕府山事件              |
| 第16師団第30旅団                                    | 約2,000 24日 - 翌年1月5日、安全区内の兵民分離                    | 収容 約2,000                                                  | 『佐々木少将私記』         | その他入院中の500は収容 |
| 第16師団第19旅団歩兵第20連隊第12中隊及第3機関銃中隊 | 200 - 300                                                        | 処断 200 - 300                                                | 『小戦例集』、『牧原日記』 |                         |
| 第16師団第30旅団歩兵第33連隊                        | 数百 16日、17日、紫金山北方                                      | 処断 数百                                                     | 『佐々木少将私記』         |                         |
| 第16師団第30旅団歩兵第38連隊                        | 数百 16日、17日、紫金山北方                                      | 処断 数百                                                     | 『佐々木少将私記』         | 掃蕩戦間の処分          |
| 第16師団第30旅団                                    | 数千 24日 - 翌年1月5日、南京近郊、不逞の徒                       | 処断 数千                                                     | 『佐々木少将私記』         | 下関にて処分            |

そして、これらの捕虜となった中国軍兵士への殺害のうち、軍服を脱いで逃げた敗残兵を捕獲した際に、民間人を装って戦闘行為を行う便衣兵であるから合法的な殺人であると見なして、虐殺した事案がみられた。例えば12月14日-16日の安全区において、日本軍が元中国兵を約6500-6700名ほど摘発し処刑したのもその様な考えを根拠とする。便衣兵、つまり兵士が民間人を装って行う戦闘行動は、当時の戦時国際法ではハーグ陸戦条約第23条(ヘ)の趣旨から禁止される。当時の国際法学者立作太郎は昭和19年に、民間人の敵対行為は原則禁止されるし、戦時犯罪として「概ね死刑に処し得べきもの」であり、正規軍人が民間人に偽装した場合は交戦者としての特権を失うと述べている。
しかし、北岡伸一は、軍服を脱いだ敗残兵を便衣兵とみなして殺したことは、戦時国際法上、間違った解釈・行動（敵対行為を行っていない場合は便衣兵ではないので）であるとみなし、批判している。戦前の国際法学者信夫淳平も、便衣兵は「害敵手段（戦闘行為やテロ行為）を行うもの」であるとして、北岡と同じ解釈を示している。（後述する、「捕虜への人道的配慮の欠如・中国への復讐心 / 敗残兵を便衣兵と見なしたことへの疑問」を参照）。
なお、日本軍が中国兵を人道的に扱った例として、旧中国政府施設の野戦病院を継承した欧米人が中国軍負傷兵を治療することを、ある期間、日本軍が許したことが、ニューヨークタイムズの記事と当時の日本の雑誌の写真から確認される。

### 南京占領中の不法行為（略奪・放火・強姦）
占領後の南京城内および周辺地域では激しい略奪・放火が行われた。南京国際救済委員会の調査によれば、南京城内の建物73パーセントが日本軍による略奪の被害を受けた。日本軍による略奪行為の実情は統計情報が残っていないものの、当時南京に在住していた欧米人や日本兵の日記、戦後の証言などによって把握されている。第16師団長中島今朝吾は1937年12月19日の日記に以下のように記している。
「日本軍が又我先きにと侵入し他の区域であろうとなかろうと御構いなしに強奪して往く。此は地方民家屋につきては真に徹底して居る。結局ずうずうしい奴が得というのである。」、「日本人は物好きである。国民政府（の建物）というのでわざわざ見物に来る。唯見物丈ならば可なるも何か目につけば直にカッパラッて行く。兵卒の監督位では何にもならぬ。堂々たる将校様の盗人だから真に驚いたことである。」、「最も悪質のものは貨幣略奪である。中央銀行の紙幣を目がけ到処の銀行の金庫破り専門のものがある。—中島今朝吾
略奪された貨幣は兵営で日本円への換金が行われ、略奪品の一部は日本国内に転送された。一連の日本軍による略奪はアメリカ大使館にまでおよんだ。
また、入城式が行われた12月17日前後から、日本兵による強姦事件が安全区内も含めて多発した。日本軍による残敵掃討においては民家一軒一軒に侵入しての捜索が行われたが、その過程で発見された女性が頻繁に強姦・輪姦の被害にあい、酔っぱらった兵士による強姦事件も多かった。恐怖にかられた女性たちが庇護を求めて逃げ込んだ先に安全区内の金陵女子文理学院にある難民キャンプがあり、これを運営していた欧米人が一連の事件について部分的な証言を残している。南京国際救済委員会のメンバーとして活動したアメリカ人大学教授マイナー・シール・ベイツは次のような手紙を残している。
有能なドイツ人の同僚たちは（安全区国際委員会委員長ラーベらのこと）強姦の件数を二万件とみています。私にも八〇〇〇件以下とは思われません。いずれにしても、それを上回る数でしょう。われわれ職員家族の若干と現在アメリカ人が住んでいる住宅を含めて金陵大学構内だけでも、一〇〇件以上の強姦事件の詳細な記録がありますし、三〇〇件ほどの証拠もあります。ここでの苦痛と恐怖はあなたにはほとんど想像できないでしょう。金陵大学構内だけでも、十一歳の少女から五十三歳になる婦人まで強姦されています。他の難民グループでは酷いことにも、七十二歳と七十六歳になる老婆までが冒されているのです。神学院では白昼、十七名の日本兵が一人の女性を輪姦しました。実に強姦事件の三分の一は日中に発生したのです。—マイナー・S・ベイツ
金陵女子大学で教師・教務主任を務めたアメリカ人の女性宣教師ミニー・ヴォートリンは、このときに大学構内で女性の保護に専心していて、頻発した事件について記録を残している。一例として、以下の内容がある。12月17日夜、キャンパスに大勢の日本兵がやってきて中国人の使用人を正門付近へ連行し、尋問を装ってヴォートリンら学院の責任者を拘束している間に、通用門から女性12人が連行される、という事件を体験した。日本兵が校舎に入るのを阻止しようとした際にヴォートリン自身も殴られ、また尋問に際して銃撃の恐怖にさらされた。
この強姦事件の頻発は日本軍首脳部も現地からの聞き取り等によって把握するところとなり対策が考えられた。第10軍は12月20日に次のような通牒を発した。
掠奪婦女暴行、放火等の厳禁に関しては屡次訓示せられたる所なるも本次南京攻略の実績に徴するに婦女暴行のみにても百余件に上る忌むべき事態を発生せるを以て重複をも顧みず注意するところあらんとす。—丁集参一第一四五号
しばらく時間を置き、1938年7月、第11軍司令官として上海に赴任した岡村寧次は、宮崎周一参謀、原田棟少将らからの聞き取り結果として次のように回想している。
上海に上陸して、一、二日の間に、このことに関して先遣の宮崎周一参謀、中支派遣軍特務部長原田少将、抗州特務機関長萩原中佐等から聴取したところを総合すれば次のとおりであった。
一　南京攻略時、数万の市民に対する掠奪強姦等の大暴行があったことは事実である。
一　第一線部隊は給養困難を名として俘虜を殺してしまう弊がある。
また、過去の戦争と対比して「それなのにこのたび東京で、南京攻略戦では大暴行が行われたとの噂を聞き、それら前科のある部隊を率いて武漢攻略に任ずるのであるから大に軍、風紀の維持に努力しなければならないと覚悟し」たと記している。
進軍中にも行われていた放火も各所で行われた。南京国際救済委員会の調査によれば、南京城内のメインストリート地区の建物2828棟の損傷のうち、軍事行動に起因するもの2.7パーセント、放火に起因するもの32.6パーセント、略奪に起因するもの54.1パーセントだとされる。ニューヨークキリスト教青年国際委員会書記として南京に駐在していたジョージ・A・フィッチは東京裁判において日記に基づいて以下のように証言している。
十二月十九日は全く無政府状態の一日であった。兵隊の手で放火された幾つかの大火が荒れ狂い、其後も尚多くの火事が約束されて居た。「アメリカ」の旗は多数の場所で引き裂かれた。軍当局は兵隊の統制が出来ない。
十二月二十日、月曜日、蛮行及び暴行が阻止されることも無く続行された。市街中最枢要の商店街、太平路は全く火災に包まれた。私は火を放つ前に店舗から取り出された掠奪品を積載した数多の日本軍貨物自動車を見受け、又兵隊の一団が建物に現実に放火して居るのを目撃した。—ジョージ・A・フィッチ
12月21日には南京在住の外国人が日本大使館に「市の大部分にたいする放火をやめ、残りの部分を、気まぐれからおこなわれたり、組織的におこなわれたりする放火から救うこと」を要望事項として提出した。
日本軍による不法行為が一応の終息を見せたのは日本軍の下で中華民国維新政府が南京で設立された1938年3月28日になってからであった。

## 南京城内の外国人の人道支援と外国人記者の報道、中国国内と国際社会の反応

### 南京城内の外国人の人道支援（南京安全区国際委員会）
日本軍が南京に進軍する最中の1937年11月下旬、中国人避難民が安全に過ごせる場所を確保するため、南京城内を東西南北に四等分したうちの西北部南半、南京城内の約8分の1の面積に相当する範囲（アメリカ支援のミッションスクールである金陵大学や金陵女子文理学院、中国の最高法院や司法院、金陵大学の附属病院である鼓楼医院が存在する）に南京安全区（別名：南京難民区、The Nangking Safety Zone）が設置された。安全区は、ジーメンス社南京支社支配人であったドイツ人ジョン・H・D・ラーベを委員長とし、アメリカ聖公会伝道団宣教師だったジョン・マギー、アーネスト・フォスターや金陵大学の教授であったルイス・スマイス、マイナー・シール・ベイツ、ミニー・ヴォートリン女史らアメリカ人を中心に南京に残留した22人の外国人によって立ち上げられた南京安全区国際委員会によって設置された。ラーベが委員長に就任したのは、ドイツ人かつナチ党員であったので、日本の当局と交渉しやすいとされたためである。アメリカ人らは災害に対応した救援活動を通じて、中国人への組織・指導のノウハウを持ち、南京市の行政的機能を引き継いで組織化することができた。日本軍の侵攻時に、南京市内に居た中国人住民が、この南京安全区に避難し、最終的に250,000人(推測地）にまで達するが、安全区には中国軍の敗残兵が武器・軍服を捨てて多数逃げ込んでおり、日本軍は安全区に対しても敗残兵狩りを実施した。

### 南京城内に在住した外国人記者の報道やその他外国人の動き、それらの影響
当時、南京には現地駐在の欧米人記者5名（ニューヨーク・タイムズのティルマン・ダーディン特派員、シカゴ・デイリー・ニューズのA・T・スティール記者、ロイター通信社のスミス記者、アソシエイツプレスのマクダニエル記者、パラマウントニュースリールのメンケン記者）が駐在し、、南京占領後の状況を見た後、上海方面へ船で避難した。この5人の記者は実際に南京戦に遭遇しており、彼らの南京事件についての記事が国際社会に対して1937年12月以降翌年にかけて掲載された。その5人の記者の中のひとり、ニューヨーク・タイムスの記者ティルマン・ダーディンが、12月17日、上海沖に停泊中のアメリカ軍砲艦オアフから打電したレポートが、南京事件に関する第一報となった。
「南京における大残虐行為と蛮行によって、日本軍は南京の中国市民および外交人から尊敬と信頼を受けるわずかな機会を失ってしまった...」「中国政府機構の瓦解と中国軍の解体のため南京にいた多くの中国人は、日本軍の入城とともに確立されると思われた秩序と組織に、すぐにも応じる用意があった。日本軍が城内を制圧すると、これで恐ろしい爆撃が止み、中国軍から大被害を受けることもなくなったと考えて、中国人住民の間に大きな安堵の気持が広がった。歓呼の声で先頭の日本兵を迎えた住民もいた。
しかし日本軍が占領してから二日の間に事態の見通しは一変した。大規模な略奪、婦女暴行、一般市民の虐殺、自宅からの追い立て、捕虜の集団処刑、青年男子の強制連行が、南京を恐怖の町と化してしまった。」—ティルマン・ダーディン
南京占領直後を直接経験したジャーナリストによる初期の欧米諸国への報道があったものの、南京事件についての欧米各国の反応は概して大きなものではなかった。これはアジアでの出来事に対する欧米社会の関心の低さに加え、1937年12月12日に長江（揚子江）でアメリカ海軍の砲艦パナイ号が日本軍によって撃沈される事件（パナイ号事件）が発生したことに影響されていた。この事件は最終的には日本とアメリカの間で外交的に決着されたものの、事件を通じて日本軍の南京占領に対するジャーナリストの取材活動が大きく阻害された他、パナイ号事件の報道が連日トップニュースとして掲載される一方、南京事件の報道は隅に追いやられ、世論の注目自体がパナイ号事件に集中することにもなった。その後、日本軍の不法行為が少なくなり、欧米のジャーナリストもいなくなっていた1938年1月26日に、日本兵の一部が旧米人住居に住みこみ、何人もの女性を拉致しては皆で強姦していたことをとがめるために日本人憲兵とともにその住居に入ろうとしたアメリカ人外交官ジョン・ムーア・アリソン（この人は戦後、駐日大使になる外交官。南京赴任前も日本在住経験ある元々親日家）が日本兵に殴打される事件がおきる。外交官が兵卒に殴打されるという国家の面子を潰された事件であり、アメリカでは南京事件よりも報道されて、米本土で日本に対する世論の憤慨を巻き起こし、ワシントンでは日本特産シルクのボイコットを求めるデモも発生し、外務省側の陳謝でようやく沈静化した。
一方で、南京事件に代表される日本軍による中国人大量殺戮の報道は、アメリカにおける対日感情を悪化させ、「『非人道的野蛮行為』を平然とおこなう日本兵にたいする嫌悪・憎悪の感情を国民の間に醸成させ、それが日米開戦時の『敵国日本』のイメージを形成した側面もあった」。ジョン・ラーベはドイツに帰国後、日本軍の行為についての講演を行いアドルフ・ヒトラーを始めとしたドイツの政府幹部へこの事件を報告したが、同盟国日本の戦争犯罪についての記述がヒトラーの怒りを買い逮捕された。彼はその後、南京事件について発言しないことを条件に釈放されることになる。

### 中国国内での報道と情報伝播
中華民国政府や統治する中国国民党の南京事件にかかわる広報は、国民党の新聞では、外国報道の翻訳のみで南京事件について報じており当時の中国国民党が1937年12月から約11か月の間に300回の記者会見を行ったが、国民党の秘密文書の中には「南京事件の記者会見があった」という記録はない。その背景として、事実上国民党政府は、南京から逃げ出して後、その全貌を知りえない日本軍支配下で南京事件が起こり、外国人記者の報道で直後は被害を知る状態であり、また、当時中国側の新聞は戦意高揚のために戦勝記事を繰り返しており、南京戦での敗北を報じたくなかったためと推察される。中国政府主席の蒋介石は、その声明「日本国民に告ぐ」で明らかに南京事件に触れており、蒋の日記でも「南京であくなき惨殺と姦淫」と述べている。
中国では口コミの形で広く中国人全体に知られることになり、また1938年7月に南京における日本軍の残虐行為の写真集『日寇暴行実録』が発行された。とりわけ中国人女性に対する凌辱は日本に対する敵意を強く醸成し、抗日運動の活発化に繋がった。
ただし、前述、日寇暴行実録には、日本軍の非人道行為ではないものが、かのごとく掲載された例があり、間違った写真も掲載されていることが指摘されている。　中国側の発信には、戦後も、事実の誇張やプロパガンダも含まれることがあることが、研究者からも指摘されている。

### 国際連盟第100回理事会での動き
南京事件発生の約2か月後の1938年2月に開催された国際連盟第100回理事会では、日本の軍事行動に対して、前年10月の国際連盟総会での非難決議を確認する形で再度非難の決議をした。中国側代表の顧維鈞はこの会議で演説を行い、日中戦争全般の状況ついて、深刻な事態であると「南京2万人虐殺」もその一部に含めて主張し、中国の存亡にかかわる深刻な状況（日本が南京に傀儡政権を作り、中国経済を破壊するような不利な関税策を設置したなど）を訴えた。
日本の前途と歴史教育を考える議員の会の戸井田徹衆議院議員（2008年当時）は、中国側代表顧維鈞が南京事件や空爆などの被害について説明した演説の内容が、国際連盟の非難決議案に含まれなかった（連盟理事会がすでに起案した非難決議案に「追加」で記述されなかった）ことから、国際連盟が南京事件を認めなかった、また当時中国は虐殺2万人と主張していたことから後の虐殺30万人説は虚偽である、と主張した。戸井田は、1937年9月に日本軍の中国の都市への空爆（渡洋爆撃など）には国際連盟の具体的な非難決議があったものの、南京事件は（虚偽であったので）無視していると述べている。一方、笠原十九司は、南京事件が連盟理事会が非難決議案に「追加で記述されて」いないのは事実であるが、中国側代表顧維鈞の演説の趣旨は、ナチスドイツの台頭等の危機に欧米の関心が向く中、何とか国際社会の中国支援を引き出し、「中国滅亡の危機を阻止」することであって、南京事件への非難決議を個別に要求しておらず（決議でも、日本の軍事行動への全体的な非難が述べられており）、南京事件を虚偽であるので「国際連盟が無視した」とまでは見なせないと主張している。

## その他の難民キャンプ
国際安全区以外にも南京城内では水西門南東の雙塘にあった教会や一時は２万人が避難したとされる城外の揚子江岸のイギリス人経営のハム工場「和記洋行」（宝塔橋難民区）、一時は２万４百人が避難したとされる寺院による棲霞山避難所があった。これらの避難所では日本軍入城前に国際委員会から配給されていた食糧を食い尽くすと国際安全区に移りたいと申し出たが、国際安全区はすでに満杯で、また敗残兵あぶり出しを狙う日本軍は移動を許さなかった。また、棲霞山近くの外国資本経営のセメント工場には多数の中国人が逃げ込み避難所の様相を示した。
他にも、下関のある寺には千から二千人が、莫愁湖近くの寺には数百人が避難してきたが、これら外国人が関係しないところでは日本軍はほしいままに略奪・強姦を行ったという。

## 南京戦における日本軍の編成
南京攻略に参加した日本軍は、中支那方面軍隷下の上海派遣軍ならびに第10軍である。
日中戦争が始まって一月あまり経過した1937年8月11日、中国軍は主戦場を華北から華中に移すべく、上海に駐留する日本海軍陸戦隊への攻撃を指示した。海軍陸戦隊の兵員4,000人に対し、中国軍は約30,000人であり、日本政府は陸軍部隊を増援として派遣することを決定した。この増援部隊が上海派遣軍（司令官：松井石根）であり、第3、第11師団を基幹とした。その後、9月には第9、第13師団、第101師団、重藤支隊、野戦重砲兵第5旅団が順次増援として上海派遣軍に加わった。
もともと、上海派遣軍は、上海周辺での限定的な出兵（1937年8月15日編組。上海周辺の中国軍を排除し日本人居留民の安全を確保するため）であった。その後、中国軍との間で苦戦するなか、10月には華北に展開していた部隊を引き抜き、第10軍が編成された（司令官：柳川平助）。第10軍は第6、第18、第114師団と国崎支隊を基幹とし、11月5日に杭州湾に上陸して上海戦に参加した。加えて第16師団が華北から転用されて上海派遣軍に加わり、11月13日に上海に上陸した。上海戦末期の11月7日に上海派遣軍と第10軍を統括する中支那方面軍（司令官：松井石根、上海派遣軍司令官と兼任）が新たに編合された。
この方面軍が上海戦の後、南京攻略へと向かうことになった。もともと、司令官松井石根大将は、上海派遣軍のころから、大規模な部隊で迅速に南京を攻略したいと主張していた。
翌1938年（昭和13年）には、南京事件の調査が陸軍中央から行われ、松井石根中支那方面軍司令官は2月に日本に召還される（第10軍・上海派遣軍の司令官も解任）。中支那方面軍は廃止されることとなり（司令官は方面軍及び第10軍・上海派遣軍も含めて全員解任のうえ日本へ召還）、新たに中支那派遣軍が編制され、2月10日に北支那方面軍に編入された第114師団を除く隷下の全ての師団の指揮を引き継ぎ、華中での戦闘を継続する。
以下に秦郁彦のまとめに従って南京戦における日本軍現地部隊の編成をまとめる（1937年12月10日現在）。
- 中支那方面軍（司令官：松井石根大将、参謀長：塚田攻少将、参謀副長：武藤章大佐[167]）
  - 上海派遣軍（司令官：朝香宮鳩彦王中将[注釈 16]、参謀長：飯沼守少将、参謀副長：上村利道大佐[168]）
    - 直属部隊
    - 第3師団（師団長：藤田進中将、参謀長：田尻利雄大佐[169]）
    - 第9師団（師団長：吉住良輔中将、参謀長：中川広大佐[170]）
    - 第11師団（師団長：山室宗武中将、参謀長：片村四八大佐[169]）
    - 第13師団（師団長：荻洲立兵中将、参謀長：畑勇三郎大佐[170]）
    - 第16師団（師団長：中島今朝吾中将、参謀長：中沢三夫大佐[168]）
    - 第101師団（師団長：伊東政喜中将、参謀長：西山福太郎大佐[171]）
    - 野戦重砲兵第5旅団（旅団長：内山英太郎少将[171]）

  - 第10軍（司令官：柳川平助、参謀長：田辺盛武少将[172]）
    - 直属部隊
    - 第6師団（師団長：谷寿夫中将[注釈 17]、参謀長：下野一霍大佐[172]）
    - 第18師団（師団長：牛島貞雄中将、参謀長：小藤恵大佐[173]）
    - 第114師団（師団長：末松茂治中将、参謀長：磯田三郎大佐[173]）
    - 国崎支隊（支隊長：国崎登少将[174]）
    - 野戦重砲兵第6旅団（旅団長：石田保道少将[174]）
    - 中支那碇泊場監（田尻昌次少将[174]）
    - 支那方面艦隊（近藤英次郎少将[174][注釈 18]）

## 時系列
- 1937年7月7日：盧溝橋事件。日中戦争開始[175][176]。
- 1937年8月11日：蒋介石が上海に駐留する日本海軍陸戦隊への攻勢を指示[159]。
- 1937年8月13日：日中両軍が上海で戦闘開始、日本、陸軍の上海派遣が決定[175]。
- 1937年8月15日：日本、上海派遣軍を編組[175]、日本海軍、南京に初の空襲[43]。
- 1937年9月11日：日本、3個師団（第9、第13師団、第101師団）の上海派遣軍への増派を決定[175][161]。
- 1937年9月28日：石原莞爾少将、参謀本部第一部長から関東軍参謀副長に転出[177]
- 1937年10月20日：日本、第10軍を編成[175]。
- 1937年11月5日：第10軍が杭州湾に上陸、上海戦に参加[175]。
- 1937年11月7日：日本、上海派遣軍と第10軍を統括する中支那方面軍を編組[175]。
- 1937年11月13日：第16師団（上海派遣軍）が白茆江に上陸[175]。
- 1937年11月15日：第10軍、南京への追撃前進を独断決定、進撃を開始[178][179]。
- 1937年11月15日：中国、南京分散遷都を決議[175]。この日までブリュッセルにて九カ国条約会議が開催されており、日中戦争を何等かの方法で解決すべきであることが論議されたが、この会議の影響で、日本もドイツを仲介とした中国との和平交渉（トラウトマン和平工作）に真剣に取り組むこととなる[180]。
- 1937年11月19日：日本、上海における予定の占領線（蘇州-嘉興）に到達[51][175]。
- 1937年11月20日：日本、大本営を設置[175]。
- 1937年11月22日：中支那方面軍司令官松井石根大将、南京進撃を参謀本部に意見具申[179]。
- 1937年11月25日：上海派遣軍、南京への進撃を開始[179]。
  - 以降、進撃路・南京近郊の村々で日本軍による虐殺・略奪・強姦・放火等が発生[181]。
- 1937年11月28日：日本、参謀本部次長多田駿中将、南京攻略に同意[179]。
- 1937年12月1日：日本、大本営が南京攻略を命令[175]。
- 1937年12月2日：上海派遣軍司令官が朝香宮鳩彦王中将に交代[175]。
- 1937年12月4日：中支那方面軍、南京戦区に突入。日本近現代史学者笠原十九司は、この日前後（南京行政区の農村部の虐殺なども含むので）を南京事件の開始とする[129]。
- 1937年12月5日：中支那方面軍の松井石根司令官は、南京攻略戦中の12月5日から15日まで蘇州の司令部に留まり、病気で休み、南京戦参加も戦闘指揮もできず[182]。
- 1937年12月7日：総統蔣介石夫妻はアメリカ人パイロットの操縦する大型単葉機で南京を脱出[183]。中国軍の南京周辺地域における焦土作戦が開始[184]中支那方面軍司令官松井石根は、南京城攻略要領を示達し、前線部隊に統制の強化と綱紀粛正を命じた[23][24]。
- 1937年12月10日：中支那方面軍、南京総攻撃開始[175]。
- 1937年12月12日：日本軍、アメリカ軍の砲艦パナイ号を撃沈（パナイ号事件）[185]。
- 1937年12月13日：中支那方面軍、南京占領[185]、日本軍による中国軍兵士への「残敵掃討」が開始[87]される。中国兵の捕虜・敗残兵（間違って兵士とされた民間人含む）の殺害、安全区外や南京市外での民間人の殺害の大半がこの時期（12月13日-12月16日）に発生[186]した。日本軍による略奪・放火も発生[187]
- 1937年12月15日：ニューヨーク・タイムズのティルマン・ダーディン特派員やシカゴ・デイリー・ニューズのA・T・スティール記者などの在南京の新聞記者が、南京から上海へ脱出して世界に南京事件を発信するが、南京にはジャーナリスト不在となる[188][189]。
- 1937年12月15日：前日に北京で日本の傀儡政権である中華民国臨時政府 (北京)が設立したため、北京の天安⾨広場には5万人の北京市民が日の丸と五⾊旗を振って(日本の南京陥落も含めて）祝った[190]とされるが、このときすでに日本軍の占領が7月よりずっと続いており、祝賀行動が、北京市民の自発的行動か日本軍の宣伝かどうかは、議論あるところである。
- 1937年12月17日：中支那方面軍が、南京で入城式を実施[185]。これ以降、南京での日本軍の虐殺は散発的に起きる。ただし、強姦は一時増加し、放火も発生継続[191]。
- 1938年1月1日：南京自治委員会発会（日本軍に協力する現地の中国人の自治機関)[192]。
- 1938年1月4日:陸軍参謀総長の閑院宮が、松井石根司令官宛に、軍紀・風紀の改善の要望を通達した[193]。なお、この月に、陸軍中央から本間雅晴参謀本部第二部長が、南京へ派遣されて、南京事件の調査も行われた。[29]
- 1938年1月5日:安全区での便衣兵狩りは、この日まで続いた。
- 1938年1月16日：近衛内閣は「帝国政府は爾後国民政府を対手とせず」と声明を発し（第一次近衛声明）、中国との和平交渉（トラウトマン和平工作）も打ち切られた[194]。蔣介石も、日本政府が厳しい講和条件を繰り返すなら拒否すると和平を仲介したドイツ側に伝えた[195]。
- 1938年1月26日：南京市内の元アメリカ人邸宅において、日本軍の下士官がアメリカ人外交官ジョン・ムーア・アリソンを殴打するというアリソン殴打事件（1938年1月26日）が起きた[196]。アメリカで反日デモも発生し、日本外務省側の陳謝でようやく沈静化[197]。
- 1938年2月2日：国際連盟理事会第100回がジュネーブにて開催され、中国側代表の顧維鈞は、国際社会に中国支援を訴える演説を行うとき、日本軍の軍事行動への非難を行う中で、南京での中国市民２万人の虐殺と多くの婦女暴行事件が起こったこととして南京事件についても述べた[198]。この連盟理事会では、日本の軍事行動全体への激しい非難が決議されたが、中国が日本へ制裁をする様に求めたものの、まだこの時期は、英仏の反対で、日本への制裁(当時は経済制裁のみでイタリアのエチオピア侵略のみ発動した）は発動しなかった。が、後(1938年9月）に加盟国から日本へ制裁が発動される。[199]。
- 1938年2月14日：中支那方面軍は新たに中支那派遣軍に再編制されて廃止され[30]、北支那方面軍に編入された第114師団を除く隷下の全ての師団の指揮を引き継ぐ。[166]松井、柳川、朝香宮の3司令官は解任され、その後日本に召還されるが、陸軍中央からの南京事件の調査を受けてとされる。[29]
- 1938年3月28日：日本軍によって設立した言わば傀儡政権中華民国維新政府が南京に成立。日本軍による不法行為は終息。笠原十九司はこの日前後を南京事件の終了とする[129]。

## 事件を引き起こした要因

### 軍紀の廃頽と憲兵の少なさ
日本軍はもともと軍紀が厳しかったものの、この時期は、軍中央も問題視するほど軍紀が乱れていた。南京事件を引き起こした大きな要因として挙げられるのが、日本軍の軍紀廃頽であり、指揮系統から末端の兵士の統制に至るまで様々に存在した。上海派遣軍の頃から、士気低下・軍紀廃頽は既に問題化しており、方面軍が麾下の軍に対する軍紀・風紀の取り締まりを行う実行能力を持っていなかった
軍紀を引き締めるため、12月7日に中支那方面軍司令官松井石根（12月5日から15日は療養中で現地軍の直接指揮はとれず）は、南京城攻略要領を示達し、前線部隊に統制の強化と綱紀粛正を命じたものの、前線部隊の司令部はこうした通達を遵守させる意思に乏しく、また南京への進軍自体が準備不足で行われた中で現実的に統制に十分な憲兵を備えておらず、12月17日時点において7万人の日本兵に対し憲兵は17人しか存在しなかった。
陸軍省軍務局軍事課長田中新一大佐は上海派遣軍の軍紀廃頽について以下のように記している。
軍紀廃頽の根元は、召集兵にある。高年次召集者にある。召集の憲兵下士官などに唾棄すべき知能犯的軍紀破壊行為がある。現地依存の給養上の処置が誤って軍紀破壊の第一歩ともなる。すなわち地方民からの物資購買が徴発化し、掠奪化し、暴行に転化するごときがそれである……補給の定滞（停滞）から第一線を飢餓欠乏に陥らしめることも軍紀破壊のもととなる。
軍紀粛正の道はそれらの全局面にわたって施策せられなければならないが、当面緊急の問題は、後方諸機関にある。後方諸機関の混乱は、動員編成上ならびに指揮系統上の見陥にももちろん起因するが、後方特設部隊の軍紀的乱脈が大問題である。
軍事的無知、無規律、無責任、怠慢など、およそ国体行動の要素は皆無というべく、これをこのまま放置しておいては全軍規律を同様せしめることにもなる。問題は制度や機構よりも人事的刷新にある。」—田中新一
松井大将としては、南京攻略を切望す。目的は倒蔣……ただし、師団の現状では戦闘能力なかんずく攻撃能力に不足するものと、見あり。軍紀風紀の維持については、憂慮すべきもの多く、その原因の重大なるものは、指揮官各級ともに威力なきにあるといえる。軍再建に関する件
（１）情況上、整理可能なるに従って予後備兵の召集解除を行い、できるだけ速やかに平常の体制に移し、右による兵員の不足は、補充兵、新兵によって充足する。
（２）下士官の精違整理をおこない、かつ徹底せる短期再教育を行う。将校についても同断。右のほか、戦地教育の徹底をはかる。」—田中新一

### 命令違反を追認した南京攻略
もともと、日本軍の上海派遣は、上海周辺での限定的な出兵であったが、第10軍を含み、11月7日に上海派遣軍と第10軍を統括する中支那方面軍（司令官：松井石根、上海派遣軍司令官と兼任）が新たに創設されていく。
つまり、上海への派遣兵力は当初想定を超えて大規模なものとなった。そして、その軍隊の一部が、命令無視による南京攻略へと向かうことが南京戦（南京事件）のきっかけであるが、その後、現地軍の暴走を陸軍中央の拡大派が容認した、文字通り、なし崩し的なプロセスであった。
背景として、陸軍中央に拡大派が着任したことがある。当初、上海現地軍の増援を参謀本部・第一部長（作戦部）石原莞爾少将は、反対していた。しかし、石原は更迭され、後任に戦線拡大派の下村定少将が就任し、拡大派の武藤章大佐らが主導権を握った。なお、上海における戦闘が一段落した1937年11月上旬、武藤や塚田攻少将ら拡大派の指揮官たちが中支那方面軍の幕僚として出向した。そのとき、陸軍省軍務局軍事課長田中新一大佐は武藤らと同じく戦線拡大を主張しつつ、彼の目から見ても上海の日本軍の兵站・軍紀には重大な問題があることが明らかであり、軍の再編を望んだ。しかし、この軍の再編処置は実行されなかった。
そして、11月15日、第10軍司令部は、進撃不可としていた陸軍中央の命令を無視てし、撤退する中国軍を追撃して南京への進撃を独断決定した。この報告を受けた参謀本部次長多田駿中将は前進停止を命令したが、11月20日に設置された大本営では下村少将らにより、南京その他を攻撃することも状況如何によってあり得るとして、なし崩し的に方針に組み込まれていった。
第10軍の南京進撃の直後、中支那方面軍司令官（上海派遣軍司令官を兼任）の松井石根大将も南京への進撃を参謀本部に意見具申し、上海派遣軍も南京への突進を開始し、第10軍と上海派遣軍による先陣争いのような状況となった。参謀本部・大本営は最終的に現地の状況を制御できず、11月28日には南京攻略を承認した。このような意思決定のため、南京に向かう部隊は上海戦の損害を補充することもできず、また必要な兵站を殆ど欠いた状態で進軍することになった。これは日本軍の軍紀廃頽に拍車をかけ、また兵站のほとんどを現地調達に依存したことは略奪を拡大することになった。
秦郁彦はこの状況について、「血気盛りの若い中隊長が功名心にはやるぐらいならともかく、二十万の大軍をひきいる軍司令官が、方面軍はもちろん中央の命令、方針を無視して、敵首都攻略を抜けがけしようというのである。軍紀・軍律を守れと部下兵士に要求するどころではない。それに南京までの四百キロの長距離急進を支える装備も補給の準備もなかった。さすがに幕僚会議では、兵士の多くが軍靴を持たず、地下足袋姿なので追撃は無理ではないか、という声もでたが、作戦主任参謀寺田雅夫中佐が、「地下足袋が破れたら手ぬぐいを巻いても前進できる。弾薬がなくても相手は支那軍、銃剣で足りる。神速なる追撃をやれば現地物資の徴発利用がかえって容易になる」（寺田「第十軍作戦指導ニ関スル考察」）と強気でまとめ、衆議一決したという」とまとめている。

### 中国軍の南京焦土戦術による日本軍の南京城内駐留
日本軍の南京進撃に先立ち、中国軍は12月7日から12月9日にかけて「清野作戦」を実行した。これは日本軍に遮蔽物として利用される可能性のある建物を焼却する焦土作戦であり、南京城壁周囲の居住区および南京城から半径16キロ以内にある道路沿いの村落と民家が焼払われた。食糧物資を現地調達に依存していた日本軍はこの焦土戦術の結果、南京周辺で駐屯することができなくなり、南京城内に駐屯することになった（これは中支那方面軍の司令部からは厳禁されていた行動であった）。南京市街でも軍政部や鉄道部などの主要建造物が焼却された。また、南京防衛を巡る中国軍の方針が死守と撤退で一貫せず、防衛兵力を確保するために兵士の逃亡を防止する処置がとられていたことは、中国軍が実際に撤退する段階に入って多数の兵士が置き去りにされたり、逃走防止のための同士討ちをする事態を引き起こした。
しかし、その後、日本軍の放火がやはり大規模に起こる。「中国人兵士および南京市民の悲劇は日本軍南京入城前に始まり、そしてさらに陰残な悲劇が日本軍入城後待ちうけていた」と臼井勝美はこの状況を評する。日本軍の放火は、「南京っ子の自慢の種だった太平路」を跡形もなく焼き尽くす等、大きな損害を与えた。

### 入城式の強行による民間人の誤認虐殺も含めた敗残兵虐殺
すでに南京を占領した後の12月17日に日本軍の南京入城式が行われることになったことが、平穏な入城式のために治安を守ることに神経を使い、城内の敗残兵や疑わしいとされた民間人の虐殺につながったとされる。
南京での戦闘が終わっていなかった12月14日から日本国内では南京占領を祝賀する各種行事や報道が広範に繰り広げられ戦勝ムードを盛り上げた。現地軍の独断専行から始まった南京攻略戦であったが、昭和天皇から南京占領を喜ぶ「御言葉」も下賜され、南京占領は公式にも認められた。なお、昭和天皇は戦後に南京事件を知り、「実にひどい」と述べている。
中支那方面軍の松井石根司令官は、南京攻略戦中の12月5日から15日まで蘇州の司令部に留まり、病気で休んでおり、南京戦参加も戦闘指揮もできなかった。その松井が、12月17日に中支那方面軍の南京入城式を挙行する旨を、現地軍に通達した。現地部隊は時期尚早として繰り返し延期を求めたが、松井は頑として12月17日の入城式実行を譲らなかった。一方で上海派遣軍麾下の第16師団は12月15日には既に独自に入城式を行っており、現地軍の功績を横取りするような中支那方面軍の入城式に関する通達に強い不快感を示した
結局12月17日の中支那方面軍の入城式は強行され、南京戦中は蘇州で療養していた松井石根司令官も乗馬姿で堂々と入城閲兵した。しかし、その入城式の準備期間には、南京城内での戦闘はまだ散発的に発生しており治安が確立されていなかった。また多くの敗残兵が市民の中に紛れ込んだことが予想され、上海戦以来便衣兵の奇襲攻撃による損害を経験していた日本軍はこれに強い警戒心を持っていた。このため皇族である朝香宮鳩彦王（12月2日、上海派遣軍司令官に就任）の身の安全の確保やその他の不祥事を防ぐため、入城式の挙行に合わせて早急な治安回復が必要になると「疑わしいものはすべてその日のうちに始末する方針がとられた」。この結果、「捕虜の殺傷（民間人も誤認殺害） / 便衣兵としての敗残兵虐殺」に前述したとおり、例えば南京の安全区における掃討について、入城式の前日には、兵士と民間人を選別する余裕を十分にもたずに成年男子を捕まえて処刑した例もあった。この敗残兵狩りは、戦時国際法上合法な便衣兵逮捕ではなく、戦時国際法違反の虐殺の疑いがあり、詳細が後述「捕虜への人道的配慮の欠如・中国への復讐心 / 敗残兵を便衣兵と見なしたことへの疑問」の最後の部分にて示されている。

### 捕虜への人道的配慮の欠如・中国への復讐心 / 敗残兵を便衣兵と見なしたことへの疑問
南京戦では、非常に多かったとされる殺害事案が、日本軍による中国人捕虜の組織的殺害であり、1万人単位の大掛かりな捕虜殺害は稀で、数十人や数百人単位の虐殺が数多く発生したと、秦郁彦は説明する。一方、揚子江での数千から数万程度の大量処刑の各種証言や大量処刑との関連性を疑わせる一か所での大量死体埋葬の記録が存在する。
日本軍は、それ以前の日露戦争のときは戦時国際法を忠実に守り外国人捕虜への人道的配慮を行ったことが国際的に知られており、続く第一次大戦のときも捕虜への配慮や捕虜収容所での人道的扱いが広く知られていたが、その後のシベリア出兵以降は、日本軍の軍規律に問題が起こり始めた。日中戦争が始まると日本国民の暴支膺懲の声や中国側の残虐行為通州事件も背景にあって、日本軍はチャハル作戦で一般中国人や中国兵捕虜を無辜に殺害する事件をすでに起こしていた。その上、上海戦において日本軍人が中国との激しい戦いの中で戦友の多くを失い、中国側へ復讐する感情を芽生えさせていたことも原因であった。
当時の捕虜の取り扱いに係る戦時国際法・ハーグ陸戦条約（1907年改定後）は、日本・中華民国がともに条約として批准（中華民国：1917年5月10日、日本：1911年12月13日）していたが、日本の軍部が、戦時国際法（ハーグ陸戦条約）を遵守・履行しなくても良いと解釈できる命令を出した（日本陸軍次官から北支那駐屯軍参謀長宛の1937年8月5日の通牒「交戰法規ノ適用ニ關スル件」(陸支密第198号)。秦郁彦はこれは国際法を遵守しなくともよいとも読めるが、解釈の責任は受け取る方に任せて逃げたともとれるとした。日本軍は明確な軍令を出してはいないが、殺害を事実上黙認していたかのように読める命令を発していた（（1937年10月15日付軍務一機密第40号）「現地で」「俘虜にしないかぎり」殺害しても良いとのニュアンスが読み取れる）。
後に陸軍大臣となる阿南惟幾一行が、南京事件直後に現地を視察して、その際に現地軍の不法行為を批判すると、現地軍将校が「捕虜を殺すぐらい何だ」と述べたとされる状況であった。
このように、日本側が、自ら批准した戦時国際法に忠実にならなかった背景には、日本側が宣戦布告を行わず「事変」とみなす政策をとったため、戦争なら当然適応される戦時国際法による捕虜の対処策などがおろそかになったのでは、という説が日中歴史共同研究にて指摘されている。
また、このときの日本陸軍は捕虜管理のための機構を設置しなかった。捕虜を管轄する軍務局にいた武藤章（参謀本部）によれば、1938年に「中国人ノ捕ヘラレタル者ハ俘虜トシテ取扱ハレナイトイフ事ガ決定」されており、つまり、陸軍は戦争ではない支那事変では捕虜そのものを捕らないという方針を採用、したがって、正式の捕虜収容所も設けなかった（但し、1941年には俘虜情報局と俘虜収容所が設置された）。日本軍では捕虜をタブー視しており、上海戦では捕虜処刑が暗黙の方針になっていたが、首都の南京攻略では明確な方針があるべきだったと秦郁彦は述べる。
また、日本軍が、軍服を脱いで民衆に紛れようとした中国軍の敗残兵を便衣兵として大量に殺した行為は、戦時国際法上の解釈の間違いであるとする考えがある。つまり（軍服着用などの）交戦者資格を満たしていないだけでなく、「害敵手段（戦闘行為やテロ行為）を行うもの」を便衣兵とみなす、と戦前の国際法学者信夫淳平は説明する。北岡伸一も「便衣隊についても、本来は兵士は軍服を着たまま降伏すべきであるが、軍服を脱いで民衆に紛れようとしたから殺してもよいというのは、とんでもない論理の飛躍」と主張している。ただし、南京事件否定派の意見（軍服を脱いで民衆に紛れようとしただけで便衣兵とみなすという考えを主張する）も存在する。（軍服着用などの）交戦者資格を満たしていない場合は（そのまま）非合法戦闘員（便衣兵）となり、戦時国際法に照らして処刑しても合法であり虐殺ではないと東中野修道は主張した佐藤和男も、武器を捨てても（機会があれば自軍に合流しようとして）逃走する兵は、逃走したとは認められないと述べた。

## 処罰
陸軍中央による南京軍司令官への処罰は、南京での現況調査の結果を踏まえ、松井石根中支那方面軍司令官を日本に召還し（第10軍・上海派遣軍の司令官も解任）、中支那方面軍も中支那派遣軍に再編制されて廃止された。
一方で、第二次世界大戦終結時まで、日本において南京事件が公式に問題として取り扱われることがなかったため、一連の虐殺・不法行為に関連する責任が問われたのは戦後に連合国によって開催された極東国際軍事裁判（東京裁判）と、中華民国で開催された南京軍事法廷によってである。第二次世界大戦後に日本の戦犯を裁いたこれらの裁判では、戦犯とされた人々が種別によってA級戦犯とBC級戦犯に区別された。このA級、B級、C級という用語は、先行してナチス・ドイツの戦争犯罪を裁くために開催されたニュルンベルク裁判の基本法である国際軍事裁判所憲章の第6条において戦争犯罪の類型が（a）平和に対する罪（b）戦争犯罪（c）人道に対する罪に区分されていたものを適用したものであり、A級がBC級より重大であるというような序列を示すものではない。日本においては東京裁判の被告が即ちA級戦犯であると言え、BC級戦犯は各国で開催された法廷で審理された。南京事件を取り扱ったのが南京軍事法廷である。
東京裁判においては、南京事件（南京およびその周辺における市民・捕虜の虐殺）が事実であると判断され、中支那方面軍司令官であった松井石根大将が絞首刑となった。松井大将の責任に対する判断は以下のようなものである。
「日本軍が占領してから最初の六週間に、南京とその周辺で殺害された一般人と捕虜の総数は二十万以上であった」「自分の軍隊を統制し、南京の不幸な市民を保護する義務をもっていたとともに、その権限をももっていた。この義務を怠ったことについて、かれは犯罪的責任がある」。—東京裁判
そして、同じくA級戦犯であった当時の外務大臣の広田弘毅は事件の情報を知っていて陸軍に厳重注意の申し入れを行ったにもかかわらず、閣議に持ち込まなかったことが虐殺への不作為とされてやはり死刑判決につながった(このことで広田に対して同情する声は当時から強かった）。
また、南京軍事法廷において次の4名が死刑となった。
- 谷寿夫中将（第6師団長）
- 田中軍吉大尉（第6師団中隊長）
- 向井敏明少尉（第16師団歩兵第9連隊所属）
- 野田穀少尉（第16師団歩兵第9連隊所属）

東京裁判では南京事件について処断された軍人は松井石根大将一人であり、実質的に彼が南京事件の責任を負う形となった。また、南京事件についてBC級戦犯として訴追されたのはこの4名だけであった。秦郁彦は「東京裁判に先立って軍事法廷が起訴した戦犯が一五〇八名もいたのに、南京事件に対する起訴者がわずか四人にすぎなかったのは、いかにも不自然」としてその要因を次のようにまとめている。まず、東京裁判から見て8年前の事件容疑者を特定し確認することが技術的に困難であったことがある。その後の戦争で南京戦に参加した兵士たちは各地に移動してしまっており、戦死している者も多く、当時の所属部隊を特定するのも難しかった上、指揮官クラスにも死者が多かった。第2に終戦直後から中国で始まった国共内戦の結果、中国において十分な調査を行う余裕が無かった。最後に、東京裁判は基本的にアメリカのペースで進められたが、アメリカは日本軍の毒ガス・細菌戦の方を重視し南京事件に力点をおかなかった。これらの要因から、南京軍事法廷で裁かれた南京事件のBC級戦犯は、谷寿夫中将以外は実際の責任の所在というよりも中国における知名度によって選別されたものであった。
田中軍吉大尉と向井敏明少尉と野田穀少尉は、冤罪の疑いがある。田中軍吉大尉は1940年に日本国内で「三百人斬り」の勇士として、向井敏明少尉と野田穀少尉も「百人斬り」の英雄として日本国内のマスコミで紹介されていた。結果として、彼らは名前が知られていたために「不特定多数の犯人の代表として」裁かれる形となった。向井敏明少尉と野田穀少尉の百人斬りは、近代戦では普通ありえないので、軍の宣伝やマスコミの誇張の犠牲者ではないか、えん罪による有罪・処刑ではないか、とされて戦後、名誉回復のための裁判が行われており、その経緯は百人斬り競争に詳しい。

## 南京事件の史料（証言・遺体処理記録）
大規模な虐殺や戦争犯罪において、正確な情報を示すことには困難が伴うが、南京事件においても例外ではなく、歴史学者が実証的見地から使用できる南京事件（南京大虐殺）の史料には多くの制約がある。この事件についての主たる情報源のうち、具体的証言は、次のようなものに分類される。
- 第三者（ジャーナリストや南京国際安全区にいた外国人）の報道・証言
- 被害者（中国側）の証言
- 加害者（日本軍関係者）の証言

また、遺体処理記録についても述べる。

### 第三者（ジャーナリストや南京国際安全区にいた外国人）の報道・証言
当時、南京に在住した米人ジャーナリスト5名（ニューヨーク・タイムズのティルマン・ダーディン特派員、シカゴ・デイリー・ニューズのA・T・スティール記者、ロイター通信社のスミス記者、アソシエイツプレスのマクダニエル記者、パラマウントニュースリールのメンケン記者））による証言は南京事件を報告する最も早い世界に向けた情報発信であった。ジャーナリストによる記録は日本軍による南京占領のあと一週間以内に伝えられており、ニューヨーク・タイムズやシカゴ・デイリーニュースに掲載されたことで、世界に発信されることになる。なお、当時上海に居たオーストラリア人記者でマンチェスター・ガーディアン紙のハロルド・J・ティンパーリは、南京事件の直前9月まで南京に居たのだが、他のジャーナリストの情報などを元に、後に南京事件について1938年著作「戦争とは何か」を出版して、極東国際軍事裁判にも影響を及ぼしたが、出版後の1939年に国民党顧問になったこの人物の行動を中国側のプロパガンダであるという批判もあり、その反論も存在する。
南京占領後の状況を見た5名のジャーナリストは、数日で上海方面へ船で避難したので、外国人のジャーナリストは1937年12月16日にAP通信の記者が離れて以降、数か月にわたって南京には一人もいない状態になったが、南京国際安全区にはその後も二十数名の欧米人が残留しており、彼らの証言や記録も当時の状況を知るための重要な史料になっている。しかし、これらは直接日本軍の行動を目撃した人々が間を置かずに記録した史料であるが、限定的な情報でもあるし、同時にその位置づけは重要である。例えば、東京裁判のときのジョン・マギーの証言は、虐殺の事実を伝えたが、多くは他の証言の伝聞であり、直接見たのは皆無に等しいとも述べたが、そのマギーの証言に対して東京裁判の被告人の弁護人のブルックスが「この証人は公平を務めていると信じます」と答え、ニ、三追加の質問をしたあと裁判長の勧告に従い反対尋問を終了したことから、信ぴょう性は低くないとされた。歴史学者楊大慶はこうした欧米人の証言を「残虐行為等の説得力ある情報を提供したが、残留したわずかの欧米人が、非常に多くの住民がいる広大な地域のほんの一部分を目撃したにすぎない」とまとめる
。これ等の欧米人のうち、南京安全区国際委員会委員長のジョン・ラーベの記載した日記は、その孫が戦後に出版し（邦訳『南京の真実』講談社）、南京の金陵女子大学で教師だったミニー・ヴォートリン女史の当時の日記も出版されている（邦訳『南京事件の日々―ミニー・ヴォートリンの日記』大月書店）。

### 中国側の証言
被害者の証言（中国側）も重要な情報源である。しかし、死者が証言を残すことはなく、生存した者だけが証言を残すことが可能である。こうした証言のうち最も早いものは、日本軍の占領から数ヶ月後に南京を脱出した一部の人々の証言が中国語新聞に掲載されたものである。
しかし、南京で生き残った人々はその後、日本軍の占領下や日本軍の傀儡政権のもとで生活することを余儀なくされており、当然、なかなか言い出せないものの、8年弱にわたる時間的懸隔を置いた後の第二次世界大戦の終了後に、彼らが公然と日本軍の残虐行為について語ることが可能になったのである。これらの証言の中でも早期のものは東京裁判や南京軍事法廷に提出された。しかし戦争犯罪の被害者たちが必ずしも積極的に証言を行うことを望んだわけではなく、とりわけ強姦の被害者とその親族は証言を拒否することが多かった。さらにその後成立した中華人民共和国では、1950年代と60年代に生存者たちに面接調査が行われ、1971年以降、朝日新聞記者本多勝一による大規模な面接調査が行われて被害者の証言が集められた。中国で本格的に歴史上の証拠として被害者の証言が収集されたのは1980年代以降になってからである。
さて、事件当時を振り返るに、事件当時の中華民国政府やそれを統治する中国国民党やその関係者の南京事件に係る広報については、以下のとおりである。国民党の新聞では、外国報道の翻訳のみではあるが南京事件について報じており、国民党の新聞中央日報、新華日報はアメリカの上海新聞Shanghai Evening Post and Mercury(大美晩報),The China Weekly Review（John W. Powell主幹）の事件報道の記事を翻訳して掲載した。関根謙は、中国側が独自取材の記事としては南京事件を報道しなかった理由として、当時中国側の新聞は戦意高揚のために戦勝記事を繰り返しており、南京戦での敗北を報じたくなかったためと主張している。
なお、事件当時の中国国民党が1937年12月から約11か月の間に300回の記者会見を行ったが、国民党の秘密文書の中には「南京事件の記者会見があった」という記録はなく、事件の存在自体が疑わしいと主張があるが、その背景として、南京事件は事実上国民党政府が全貌を知りえない日本軍支配下で起こっており、寧ろ外国人記者の報道によって直後はその内容を知るような状態であり、また前述されているとおり、当時中国側の新聞は戦勝記事を繰り返しており敗北を報じたくなかったためと推察できる。
欧米人の記事等から入った情報もあって、政府主席の蒋介石がその声明[日本国民に告ぐ｣で「日本軍が占領したどの地区においても掠奪、暴行火附けを行つた余勢で、わが方の遠くに避難出来なかつた無辜の人民および負傷兵士に対しても大規模な屠殺が行はれた。また数千人を広場に縛してこれに機銃掃射を加へ、あるひは数十人を一室に集めて油を注ぎ火炙りに処し、甚しきに至つては殺人の多少を以て競争し、互ひに冗談の種としてゐる」と明らかに南京事件に触れており、蒋の日記でも「『倭寇（日本軍）は南京であくなき惨殺と姦淫をくり広げている。野獣にも似たこの暴行は、もとより彼ら自身の滅亡を早めるものである。それにしても同胞の痛苦はその極に達しているのだ』（一九三八年一月二十二日の日記）」と述べている。
なお、蒋介石は、日本の敗戦直後、残留した日本軍への報復を明確に禁じたこともあり、終戦当時の南京に居た日本兵の中には、敗戦になっても一切意地悪をしない中国側の人々を見て、南京事件の事実を疑うものも居た。一方で、南京に在住した日本人の証言によると、終戦後、南京の新聞で南京事件の被害の記事が感情的に報道されたり、 日本人が物心両面の圧力を蒙むったり、投石や強奪の様な目にあった例もあった。
ただし、前述したが、中国側の発信である日寇暴行実録（1938年7月に南京における日本軍の残虐行為の写真集）に、日本軍の非人道行為ではない、間違った写真も掲載されていることが指摘される。　中国側の発信には、戦後の様々な発信（報道、映画なども含む）には、事実の誇張やプロパガンダも含まれることがあることが、研究者（疑惑写真を調べた松尾一郎等）からも指摘されている。

### 日本軍関係者の証言
すでに引用している当時の日本軍人の回想等もさることながら、南京戦直後から日本外務省や東京の陸軍中央さえも南京事件を把握していたことは知られている。また、軍中央の重要人物が、南京での日本軍の虐殺・不法行為の問題を知っていたことが、当時の高級軍人の日記等の記録・証言(戦後に一般に公開。例：「真崎甚三郎日記」、河辺虎四郎「市ヶ谷台から市ヶ谷台へ最後の参謀次長の回想録」、「岡村寧次大将資料」、「阿南惟幾の南京視察メモ」などによって、明らかになっている。
一方で、戦時中は、日本の戦時検閲制度によって南京における日本軍の犯罪についての情報が統制されており、多くの軍関係者の証言・記録は、1950年代以降になってから公表された。また、旧日本兵の日記や日誌などの加害者の証言も得られており、旧軍の関係者による「南京戦史資料集」(偕行社）にもまとめられており、殺害・不法行為も掲載されており（例：山田栴二『陣中日記』）、その他、旧日本兵の証言が、笠原・秦の著作や戦後まとめられた部隊の記録等に掲載されており、その中に南京事件（途中の農村部も含めて）虐殺や不法行為がその規模の大小に関わらず記述されている。このため日本軍関係者による証言文書は「歴史上の証拠という点から言えば、それは、戦後の戦犯裁判が始まって以来最も重要な新しい状況である」。
また、当時の南京在住の新聞記者（守山義雄記者、今井正剛記者、中村正吾記者、足立和雄記者）は、戦後、明確に虐殺・違法殺人を証言しており、特に守山義雄記者は語学を生かして在住外国人との取材・交流を行っていたことがジョン・ラーベの日記にも残っている。一方で、阿羅健一は、当時、上海支局に居た二名の記者(山本・橋本）が南京出張した経験を語ったことをもとに、「南京事件はなかった」と主張する(その他にも阿羅は、日本兵の南京では虐殺はなかった、見なかったという証言を集めている)。

### 遺体処理記録と被害調査
南京市内の城内外の軍人・民間人の遺体は、長江に流された数多くの記録もあるが、それ以外の遺棄遺体は、中国側の慈善団体である紅卍字会と崇善堂や紅十字会、そして南京市自治委員会が遺体処理を行った。この遺体処理の記録は、犠牲者数を推測する資料とされる。
また、南京行政区、つまり農村部での日本軍の虐殺の記録は、当時南京に在住していた南京金陵大学教授のアメリカ人ルイス・S・C・スマイス（南京安全区国際委員会のメンバー）が南京市内も含めて調査し、スマイス調査（『南京地区における戦争被害 ― 1937年12月から1938年3月・都市および農村調査 』 (War Damage in Nanking Area, Dec.1937 to March 1938,Urban and Rural Surveys )）としてまとめている。
南京市内の城内外での遺体の埋葬の記録は、以下のとおりである。南京城内での作業分担は、例えば、紅卍字会は安全区のある城内西側を、そして崇善堂が城内東側を担当した。
なお、死者は南京市内の城内外ともに9割以上が成人男性であり、違法殺人か戦死かは別として中国軍人が多数であるが、ミニー・ヴォートリン日記では、紅卍字会の処理遺体の3分の１は民間人の死体であったとの報告があり（4月2日）、紅卍字会の処理した城内1,793体の遺体の80％は民間人(4月15日）との伝聞情報を記述した。(埋葬場所はあくまで埋めた場所であり、城内で亡くなり城外で埋葬された遺体もある）
南京市内の城内外の埋葬数に関して、いくつかの否定派の意見が存在する。崇善堂は、その活動に疑問があり、埋葬数の信憑性が低いとみなし、南京事件の犠牲者を過大にするための虚構の活動と見なす意見（ゼロとみなす意見もある）があり、それについての反論（当時の一定の埋葬記録も団体の実態も確認された）も存在する。また、紅卍字会の記録には、わずか1日で6,000体の城外の埋葬という記録があり、その記録を虚構という説があるが、洞富雄が中国にある原本を調べたところ、その時、長江沿いに遺棄された大量の遺体をそのまま長江に(埋葬せず）流したととされ、説明がつくと反論する。
また、前述のスマイス調査によると、南京行政区つまり農村地域での被害者数は26,870人と算出され、民間人も多数含まれる 。

## 犠牲者数
大きな史料的制約によって、南京事件において、あるいは日本軍の南京占領に関連して発生した虐殺の犠牲者の正確な数は今日では完全に特定することは不可能になっている。日本の研究者の間では数万人から20万人とする者が多い。日本近代史学者秦郁彦は38,000人から42,000人、中国近現代史学者の笠原十九司は10数万以上、20万人近いかあるいはそれ以上、という推定を出している。以下に詳細で示す。
- 11万9000人以上 - 笠原十九司が、南京郊外を含む説としては、中国兵犠牲8万、民間人犠牲3万9千（南京城内：1万2千人、農村部：2万7千人）、計11万9千人以上という[267]。
- 4万人 - 秦郁彦は、中国兵犠牲3万、一般人犠牲者1万人（南京城市のみ）で、4万人を上限とした[268][注釈 24]。ほか久野輝夫は37,820人とする[270]。中国文献では、中国軍約11-12万人のうち約4-6万人が南京で戦死と捕虜（行方不明を含む）とされる[271]。
- 1〜2万 - 板倉由明は、中国兵の犠牲8千人と一般人の犠牲者5千人（南京城市と周辺農村部の一部（江寧県のみ））を合計し、1万－2万人とする[272]。当時の戦闘詳報などの公式記録には約1万前後の敗残兵（捕虜）の殺害記録もある[273]。

中国では30万人という説が主流であり、南京の南京大虐殺記念館の正面入り口にもこの数字がかかれている。
一方、日本の否定派は、南京市内の南京戦時の住民人口の推定値が20万人から25万人に増えたので、30万人の犠牲はありえないとし、そのうえで投降・捕獲した兵士の殺害も便衣兵であった等の理由で、合法の殺害であったとする。また、南京郊外農村部の民間人等の殺害事案は南京事件とはみなさないで、南京市内の民間人の死者のみの数字を、埋葬遺体から類推しつつ、戦闘に巻き込まれた少数のみが犠牲者数であったと主張する。ただし、前述のとおり、この人口の増加は全住民人口でなく、当時の南京に居た住民・周辺からの避難民の中で、安全区に逃げおおせた数とその後の数の増加の推定値であり、実際の南京(郊外を除く）での殺害事案は南京戦直後の数日内で、安全区の外側に於いて殺害された人数が大半である。また、殺害された兵士も便衣兵でない捕虜や敗残兵が大半であると言われる説があり、否定派の論拠には弱点がある。
否定派の水間政憲は、南京市内での民間人の犠牲でいえば、34人のみであると述べている。水間は、前述「遺体処理記録」の中の紅卍字会（男女別が記載あり）の埋葬記録から、婦女子遺体の埋葬数のみをカウントし（ただし、紅卍字会が城内で「収容した遺体」は女性78体、子供46体でありそもそも数字の間違い。しかも、どういう訳か、紅卍字会が城内埋葬した1,795（当時の資料では1,793）のみにこだわり、やはり違法殺害の犠牲者の可能性のある紅卍字会の城外で埋葬した41,330体のことを水間は無視している。）、現地日本軍が捕虜虐殺した中国軍人の殺害事案は、虐殺とみなしていない。なお、水間は、民間人虐殺の中でも、成人民間人男性の犠牲者（例えば、南京市内の警察官や消防夫や中国側の発電所技術者の殺害。また敗残兵狩りなどで間違えて殺された民間人）や、その他の以下の数値は民間人犠牲者であると述べていない。南京の郊外・農村部など南京への日本軍行軍中に殺害されたとされる民間人犠牲者、日本軍の攻撃により亡くなり長江に流出した老若男女の犠牲者、紅十字会や南京市自治委員会等の他団体の行った埋葬数から推定される民間人犠牲者など。

## ユネスコ世界記憶遺産への登録
中国は2015年を「抗日戦争と世界反ファシズム戦争勝利70周年」とし、南京事件と従軍慰安婦に関する資料のユネスコ世界記憶遺産への2015年登録を目指し、2014年に申請した。日本政府は「ユネスコの場を政治的に利用している」と抗議し、申請の取り下げを求めたが、2015年10月10日にユネスコは南京事件に関する資料を世界記憶遺産に登録した。従軍慰安婦に関する資料については登録を見送られた。

## 南京事件を扱った作品

### 小説
- 石川達三『生きてゐる兵隊』(1938年、完全版1945年 中公文庫で1999年に復刊）

南京への追撃に向かう部隊が、民間人などを虐殺する事例などが書かれており、当時新聞紙法に問われ発禁処分、石川も禁固4ヶ月執行猶予3年の判決を受ける。
- 阿壠（アーロン）『南京』（1939年）『南京血祭』と改題され1987年刊行。邦訳関根謙訳『南京慟哭』五月書房 (1994) 。
- 三島由紀夫『牡丹』（1955年）
- 堀田善衛『時間』（1955年）
- R. C. Binstock,Tree of Heaven,CreateSpace Independent Publishing Platform (1995)
- Paul West,Tent of Orange Mists,Scribner,1995 (Overlook Books,1997)
- アイリス・チャン『ザ・レイプ・オブ・南京』 (1997、Basic Books) [277] 内容については、欧米の報道の一部や日本の研究者(笠原・秦も含む）から、事実の誇張や誤認が、指摘されている。
- 山本弘『神は沈黙せず』（2003年） - 作中人物が論争する描写があるSF小説
- 村上春樹『騎士団長殺し』（2017年）

### 映画

#### 戦時中の記録映像による映画
- 『南京』（日本、1938年） - 南京陥落翌日昼から翌年1月上旬までの間に南京城内外を撮影したが、南京事件の場面はない。撮影者による、見たもの全部を撮ったわけではなく、撮った中にも切られたものがあるとの証言がある。
- 『ザ・バトル・オブ・チャイナ』（米国、1944年） - 南京事件が映されているが米中のプロパガンダによる誇張説がある。
- 『中国之怒吼』（中華民国、1945年） - 『ザ・バトル・オブ・チャイナ』を編集したもの。

#### 日本映画
- 『戦争と人間 第三部 完結編』（日本、1973年）
- 『未完の対局』（日本・中国合作、1982年）
- 『南京 引き裂かれた記憶』（日本、2007年）※ドキュメンタリー映画
- 『南京の真実 第1部「七人の死刑囚」』（日本、2008年）
- 『南京の真実 第3部「支那事変と中国共産党」』（日本、2017年）

#### 中華圏映画
- 『屠城血証』（中国、1986年）※日本未公開
- 『旗正飄飄』（台湾、1987年）※日本未公開
- 『南京1937』（中国・台湾・香港・日本、1995年）
- 『黒い太陽・南京』（香港、1995年）
- 『五月八月』（香港、2002年）※日本未公開
- 『南京!南京!』（中国、2009年）
- 『金陵十三釵』（中国、2011年）※日本未公開
- 『南京写真館』（中国、2025年） 内容は史実をもとにしたものの、中華圏からも「伝聞や虚構」による表現の問題点を指摘する声があり、余りに反日すぎるのでは、という批判がある。

#### 欧米映画
- 『ラストエンペラー』（イタリア・イギリス・中国、1987年）
- 『南京』（米国、2007年）※ドキュメンタリー映画
- 『チルドレン・オブ・ホァンシー 遥かなる希望の道』（オーストラリア・中国・ドイツ、2008年）
- 『ジョン・ラーベ 〜南京のシンドラー〜』（ドイツ・フランス・中国、2009年）

### テレビドラマ
- 『山河燃ゆ』（日本、1984年）

### 漫画
- 『国が燃える』（本宮ひろ志、集英社、2002 - 2005年）
- 『新・ゴーマニズム宣言SPECIAL 戦争論』（小林よしのり、幻冬舎、1998年）
- 『新・ゴーマニズム宣言SPECIAL 戦争論2』（小林よしのり、幻冬舎、2001年）
- 『マンガで読む昭和史「南京大虐殺」の真実』（畠奈津子 + 大舘亞津子、ワック、2007年）
- 尼克·梅兰德，周宗凯、周渭淙画、『南京1937』四川少年儿童出版社.英語表記： Nick Melander,Zhou Zongkai,Nanking 1937,2014年（2011年11月にフランスとベルギーで刊行[278]) - 夏淑琴やジョン・ラーベ日記を描写[279]。
- イーサン・ヤング (Ethan Young) 「Nanjing: The Burning City」アメリカ合衆国、ダークホース社 (Dark Horse Originals) 、2015年9月1日刊

### 音楽
- エクソダス『Nanking』（2010年 アルバム「Exhibit B: The Human Condition」収録）